# Thomas Weiskopf
Thomas Weiskopf (* 30. Mai 1980 in Landeck) ist ein österreichischer Sportkegler. Er ist zweifacher Vizeweltmeister (WM 2005 und Weltpokal 2001) sowie mehrfacher Staatsmeister. Für seine sportlichen Leistungen wurde ihm 2006 das Silberne Ehrenzeichen für Verdienste um die Republik Österreich verliehen.
Aktuell spielt er beim Verein SKC Fugger Sterzing.

## Teams
- KK ESV Landeck
- KSK Raika St. Anton
- ASKC Fugger Sterzing

## Sportliche Auszeichnungen
Insgesamt nahm er an 7 Weltmeisterschaften teil.

### Weltmeisterschaften
2005: Vizeweltmeister im Sprint-Bewerb bei der WM in Novi Sad

### Weltpokal
2001: Vizeweltmeister im Einzel-Weltpokal Junioren in Osijek

### Staatsmeisterschaften
- 2016: Bronze im Sprint-Bewerb[1][2]
- 2016: Bronze im Einzel Classic[3][4]
- 2017: Bronze im Einzel Classic[5]
- 2018: Bronze im Einzel Classic[6]

## Allgemeine Auszeichnungen
- 2006: Silbernes Ehrenzeichen für Verdienste um die Republik Österreich[7]